# Agnes Strickland
Agnes Strickland (Londra, 19 agosto 1796 – Southfold, 13 luglio 1874) è stata una scrittrice e storica inglese.

## Biografia
Terza figlia di Thomas Strickland di Reydon Hall (Suffolk), Agnes fu istruita da suo padre, e cominciò la sua carriera letteraria con il poema Worcester Field, seguito da The Seven Ages of Woman e Demetrius (1833). Dopo aver abbandonato la poesia scrisse alcune opere storiche per ragazzi, tra cui Historical Tales of Illustrious British Children (1833), The Pilgrims of Walsingham (1835), Tales and Stories from History (2 voll., 1836). Ma le sue opere più importanti sono biografie di personaggi della storia britannica: Lives of the Queens of England from the Norman Conquest (12 voll., 1840-1849), Lives of the Queens of Scotland, and English Princesses, etc. (8 volumi, 1850-1859), Lives of the Bachelor Kings of England (1861), Lives of the Seven Bishops (1866), e, infine, Lives of the Last Four Stuart Princesses (1872). Agnes curò anche un'edizione delle lettere di Maria Stuarda, Letters of Mary Queen of Scots (3 voll., 1843). Ad alcune di queste opere collaborò anche la sorella Elizabeth.
Le ricerche della Strickland furono laboriose e diligenti, e ciò fa sì che le sue opere siano ancora fonti utili; tuttavia ella non seppe raggiungere il livello di obiettività a cui uno storico moderno dovrebbe aspirare. Il suo stile è a volte considerato mediocre, ma il modo di scrivere di un autore dovrebbe essere confrontato direttamente soltanto con quello dei suoi contemporanei. La maggior parte del lavoro di ricerca e redazione fu effettivamente svolto da Elizabeth, ma costei rifuggiva da ogni pubblicità, e quindi soltanto Agnes fu presentata come autrice.